# Redwater (Misisipi)
Redwater es un lugar designado por el censo del Condado de Leake, Misisipi, Estados Unidos. Según el censo de 2000 tenía una población de 409 habitantes y una densidad de población de 15.3 hab/km².

## Demografía
Según el censo de 2000, había 409 personas, 125 hogares y 95 familias residiendo en la localidad. La densidad de población era de 15,3 hab./km². Había 140 viviendas con una densidad media de 5,2 viviendas/km². El 10,51% de los habitantes eran blancos, el 12,47% afroamericanos, el 76,53% amerindios, el 0,24% de otras razas y el 0,24% pertenecía a dos o más razas. El 1,22% de la población eran hispanos o latinos de cualquier raza.
Según el censo, de los 125 hogares en el 39,2% había menores de 18 años, el 33,6% pertenecía a parejas casadas, el 36,0% tenía a una mujer como cabeza de familia y el 24,0% no eran familias. El 18,4% de los hogares estaba compuesto por un único individuo y el 8,8% pertenecía a alguien mayor de 65 años viviendo solo. El tamaño promedio de los hogares era de 3,27 personas y el de las familias de 3,64.
La población estaba distribuida en un 37,9% de habitantes menores de 18 años, un 10,5% entre 18 y 24 años, un 25,9% de 25 a 44, un 18,1% de 45 a 64 y un 7,6% de 65 años o mayores. La media de edad era 26 años. Por cada 100 mujeres había 97,6 hombres. Por cada 100 mujeres de 18 años o más, había 84,1 hombres.
Los ingresos medios por hogar en la localidad eran de 16.333 dólares ($) y los ingresos medios por familia eran 13.542 $. Los hombres tenían unos ingresos medios de 25.667 $ frente a los 17.500 $ para las mujeres. La renta per cápita para la ciudad era de 8.835 $. El 53,5% de la población y el 50,5% de las familias estaban por debajo del umbral de pobreza. El 58,4% de los menores de 18 años y el 55,4% de los habitantes de 65 años o más vivían por debajo del umbral de pobreza.

## Geografía
Según la Oficina del Censo de los Estados Unidos, Redwater tiene un área total de 26,8 km² de los cuales 26,7 km² corresponden a tierra firme y 0,1 km² a agua. El porcentaje total de superficie con agua es 0,19%.